# Soppressata di Decollatura
La soppressata di Decollatura è un prodotto tipico della pre-sila calabrese e viene prodotta nel comune di Decollatura in provincia di Catanzaro.
La soppressata di Decollatura deve le sue caratteristiche organolettiche soprattutto alla qualità dei suini autoctoni allevati allo stato brado o in aziende con grandi spazi aperti. L'alimentazione dei suini è basata su prodotti naturali, in particolare castagne e ghiande se allevati allo stato brado. Oltre a questi due prodotti sono tradizionalmente utilizzati avena, lupini, fave e mais. Nel passato l'alimentazione tradizionale dei maiali era basata su un pastone semiliquido chiamato vrodata (da 'brodo')  basato sugli scarti di cucina, compresa l'acqua di cottura della pasta, con l'aggiunta di patate, lessate e schiacciate, e lgenerose manciate di crusca di grano.
Il procedimento di lavorazione delle carni e la stagionatura rispecchia fedelmente le secolari tradizioni Decollaturesi. Le carni che vengono utilizzate per la preparazione sono quelle magre delle cosce e di spallai, con il grasso naturalmente presente in questi tagli, senza aggiunte. L'impasto di carne viene poi mescolato con sale e conserva di peperoni dolci della tipica varietà detta Pizzitana. La carne così preparata viene poi insaccata nei budelli naturali del suino. Caratteristica tipica della soppressata di Decollatura è la goccia che fuoriesce dal primo taglio, che ne indica la perfetta stagionatura e qualità.
La soppressata va consumata cruda ed utilizzata affettata come antipasto o anche come sostanzioso spuntino se accompagnata a fette di pane casareccio e vino calabrese, rosso e forte. 
A Decollatura la soppressata è prodotta da quasi tutte le famiglie per l'autoconsumo e da alcuni contadini anche per la vendita diretta. Il comune di Decollatura, la Comunità Montana e l'associazione Slow Food hanno deciso di costitui
re il presidio della Soppressata di Decollatura al fine di arrivare ad organizzare una associazione di produttori.

Inoltre a Decollatura è presente l'Accademia della Soppressata, istituzione fondata da Ennio Bonacci, che ha lo scopo di divulgare e mantenere viva la tradizione della soppressata di Decollatura.

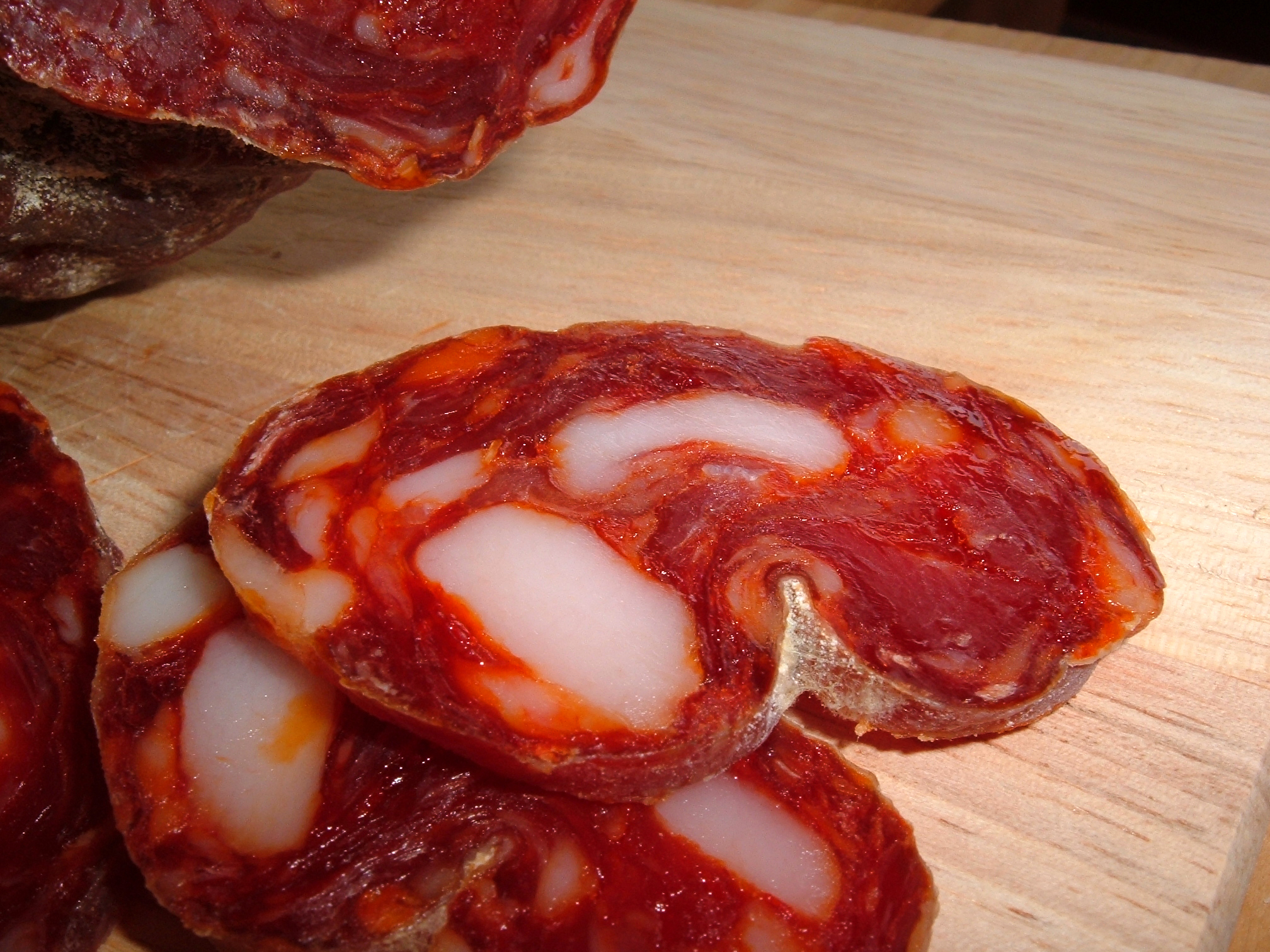
Fette di soppressata di Decollatura con "lacrima"